# Francesco Nobilioni
Francesco Nobilioni (Iglesias, 22 febbraio 1847 – 26 febbraio 1942) è stato un politico, diplomatico e imprenditore italiano.

## Biografia
Nato nel 1847 a Iglesias dal savonese Angelo Nobilioni, imprenditore minerario, e da Annica Atzeni, si trasferì a Cagliari dove fu protagonista della vita civile e amministrativa della città tra la fine del XIX e la prima metà del XX secolo. 
Nel 1894 iniziò la carriera diplomatica come vice-console in Nicaragua, mentre il 17 maggio 1907 venne nominato console onorario dell'Uruguay in Sardegna, pur mantenendo il vice-consolato nicaraguense almeno fino al 1915. Fu presidente della Camera di commercio di Cagliari dal 1907 al 1911, dedicandosi al rilancio del porto della città, in particolare nel tentativo di inserire Cagliari quale scalo nelle rotte transoceaniche per il Sudamerica, che non andò a buon fine.
Cattolico e liberale, fu per molti anni consigliere comunale e provinciale, assessore nelle giunte guidate da Ottone Bacaredda, e sindaco di Cagliari tra il 1910 e il 1911. Fece parte del consiglio d'amministrazione della succursale cagliaritana della Banca d'Italia e del Banco di Napoli, e presiedette vari enti filantropici e sociali, come l'ospedale civile, l'asilo infantile e l'istituto per ciechi.
Ritiratosi dalla vita politica con l'avvento della dittatura fascista, rimase tuttavia console dell'Uruguay fino al 1930, anno in cui rassegnò le dimissioni. Morì nel 1942 all'età di novantacinque anni.